# Tokio Express
De Tokio Express was een containerschip, gebouwd en geregistreerd in Hamburg in 1973 voor Hapag-Lloyd. In 1984 werd het schip omgedoopt tot Scandutch Edo voordat het in 1993 werd overgenomen door Pol Gulf International en terug de oorspronkelijke naam kreeg. In 1997 werd het overgenomen door Westwind International en in 1999 door Falani, voordat het in 2000 werd gesloopt.

## Het schip
De Tokio Express was een van de vier containerschepen van de Trio-klasse die begin jaren 1970 door Blohm + Voss voor Hapag-Lloyd werden gebouwd. Dit waren allemaal schepen van de 3.000 TEU-klasse. De eerste hiervan was de Hamburg Express, gevolgd door de Bremen Express, de Tokio Express en ten slotte de Hongkong Express.
De schepen werden oorspronkelijk aangedreven door een dubbele schroef. In de jaren 1980 werden ze allemaal omgebouwd naar een enkelschroefsaandrijving, met behoud van een van de turbines.

## Incident
Op 13 februari 1997 vielen 62 containers van het vrachtschip nadat het voor de kust van Cornwall werd getroffen door een monstergolf. Een van de containers was gevuld met bijna vijf miljoen stukjes LEGO, waarvan een groot deel met het thema zee. In de maanden die volgden, begonnen strandjutters LEGO te vinden aangespoeld op de stranden aan de Engelse zuidwestkust. Onder de stukken die ze ontdekten waren octopussen, zeegras, harpoengeweren, reddingsvlotten, duikflessen, zwaarden, zwemvinnen en draken. Anno 2024 worden er nog steeds onderdelen gevonden, onder andere aan de Engelse, Ierse, Noord-Franse, Nederlandse en Belgische kust. In Nederland waren er vondsten in Zandvoort, Terschelling en Texel.